# Paul Schatz
Paul Schatz (22 décembre 1898, Constance - 7 mars 1979) est un sculpteur, inventeur et mathématicien d'origine allemande qui a breveté l'oloïde et découvert les inversions des solides platoniques, notamment le « cube inversible », qui est souvent vendu comme un puzzle, le cube de Schatz. De 1927 à sa mort, il vit en Suisse.